# Télés Dimanche
Ne doit pas être confondu avec Télé Dimanche.
Télés Dimanche est une émission de télévision française sur l'actualité des médias diffusée du 6 septembre 1992 au 23 juin 1996.
Présentée par Michel Denisot, elle était diffusée chaque dimanche à 12 h 35 en clair sur Canal+.
Il s'agit de la 1re émission de Canal+ consacrée à l'actualité des médias.
Le titre de l'émission fait référence à l'émission Télé Dimanche (1959-1972).